# Gschnitz
Gschnitz är en ort och kommun i distriktet Innsbruck-Land i förbundslandet Tyrolen i Österrike. Kommunen har 449 invånare (2024). Den ligger 25 km söder om Tyrolens huvudstad Innsbruck. I söder gränsar kommunen mot Italien.